# Stadion am Bieberer Berg

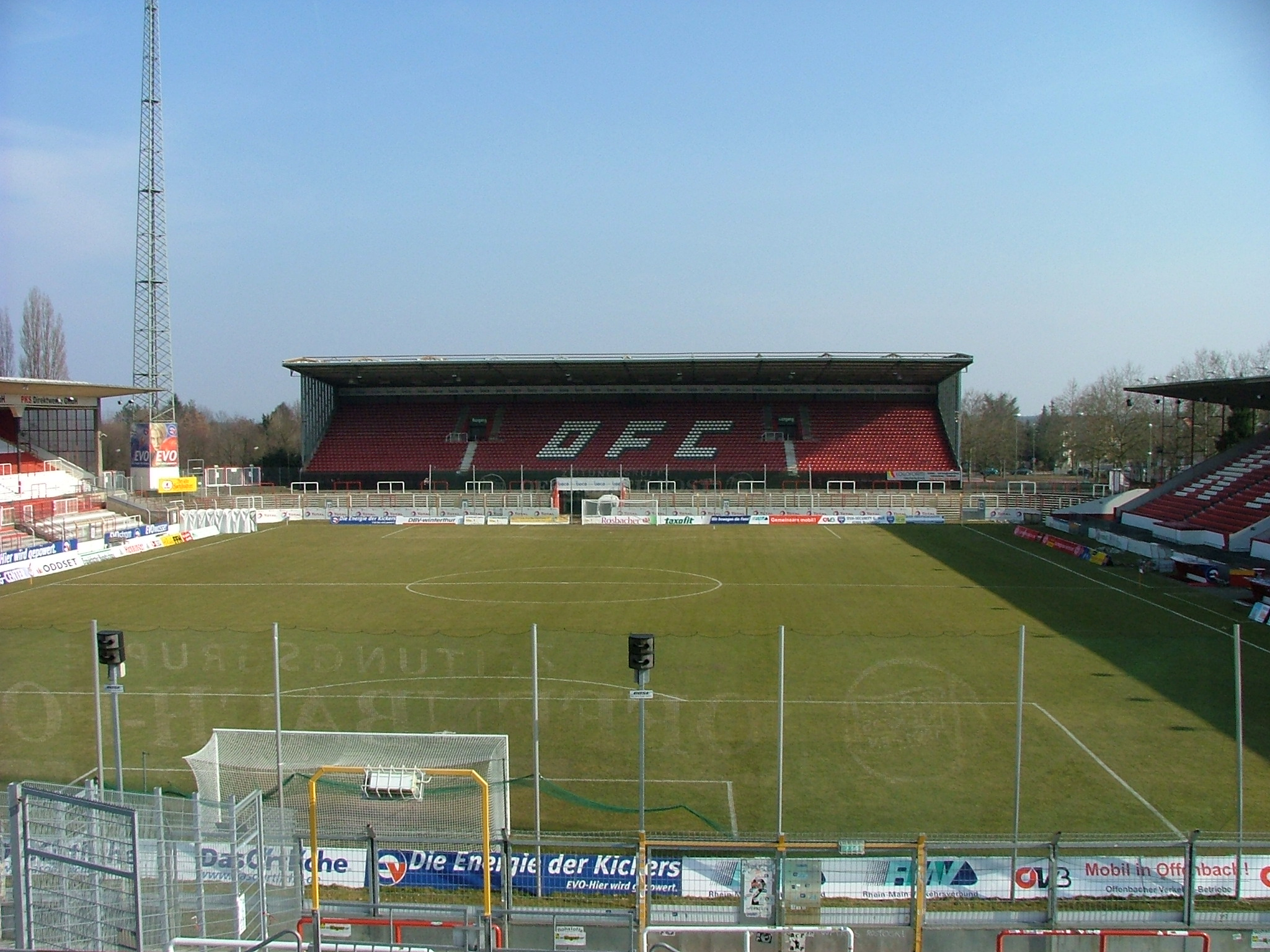
Viasta aérea del Stadion am Bieberer Berg

El Stadion am Bieberer Berg es un estadio multiusos en Offenbach del Meno, Alemania. Es usado casi siempre para competiciones de fútbol. El estadio puede alojar 30,605 personas. Fue construido en 1921, y es sede del Kickers Offenbach.
El estadio está localizado entre Offenbach y la villa Bieber.